# Список призерів чемпіонатів світу з кросу (жінки)
Цей список включає призерів чемпіонатів світу з кросу в жіночих дисциплінах за всі роки їх проведення.
Медалі чемпіонатів світу з кросу серед жінок розігруються в двох вікових категоріях: з 1973  — у дорослій, а з 1989 — також і в юніорській.
Жінки дорослої вікової категорії, як і чоловіки, розпочали змагання на чемпіонатах з однієї дистанції. Упродовж 1973—1997 її довжина поступово збільшувалась з 4 до 6,5 км.
Протягом чемпіонатів 1998—2006 років, коли жінки (як і чоловіки) змагались на двох дистанціях (короткій та довгій), — зазвичай довжина довгої дистанції у жінок складала біля 8 км, а короткої — вдвічі менше. Починаючи з 2007, коли доросла жіноча програма чемпіонатів знову повернулась до одного забігу, його довжина поступово збільшувалась від 8 до теперішніх 10 км.
Жінки-юніорки визначають чемпіонок світу на одній дистанції, починаючи з першості 1989 року. Вони змагаються на дистанції, довжина якої становила від 4 (на перших чемпіонатах) до теперішніх 6 км.

## Дорослі

### Особиста першість

#### Довга дистанція
| Рік  | Золото                           | Срібло                           | Бронза                              |
| ---- | -------------------------------- | -------------------------------- | ----------------------------------- |
| 1973 | Паола Піньї Італія               | Ніна Голмен Фінляндія            | Ріта Рідлі Англія                   |
| 1974 | Паола Піньї Італія               | Ніна Голмен Фінляндія            | Ріта Рідлі Англія                   |
| 1975 | Джулі Браун США                  | Броніслава Людвиховська Польща   | Кармен Валеро Іспанія               |
| 1976 | Кармен Валеро Іспанія            | Тетяна Казанкіна СРСР            | Габріелла Доріо Італія              |
| 1977 | Кармен Валеро Іспанія            | Людмила Брагіна СРСР             | Гіана Романова СРСР                 |
| 1978 | Грете Вайтц Норвегія             | Наталія Мерешеску Румунія        | Марічіка Пуйке Румунія              |
| 1979 | Грете Вайтц Норвегія             | Раїса Смехнова СРСР              | Еллісон Гудолл США                  |
| 1980 | Грете Вайтц Норвегія             | Ірина Бондарчук СРСР             | Олена Чернишова СРСР                |
| 1981 | Грете Вайтц Норвегія             | Джен Меррілл США                 | Олена Сіпатова СРСР                 |
| 1982 | Марічіка Пуйке Румунія           | Фіце Ловін Румунія               | Грете Вайтц Норвегія                |
| 1983 | Грете Вайтц Норвегія             | Елісон Вайлі Канада              | Тетяна Позднякова СРСР              |
| 1984 | Зола Бадд Англія                 | Кеті Бранта-Іскер США            | Інгрід Крістіансен Норвегія         |
| 1985 | Зола Бадд Англія                 | Лінн Дженнінгс США               | Аннетт Сержан Франція               |
| 1986 | Аннетт Сержан Франція            | Ліз Макколган Шотландія          | Інгрід Крістіансен Норвегія         |
| 1987 | Аннетт Сержан Франція            | Ліз Макколган Шотландія          | Інгрід Крістіансен Норвегія         |
| 1988 | Інгрід Крістіансен Норвегія      | Анджела Тубі Велика Британія     | Аннетт Сержан Франція               |
| 1989 | Аннетт Сержан Франція            | Надія Степанова СРСР             | Лінн Вільямс Канада                 |
| 1990 | Лінн Дженнінгс США               | Марія Альбертіна Діаш Португалія | Олена Романова СРСР                 |
| 1991 | Лінн Дженнінгс США               | Дерарту Тулу Ефіопія             | Ліз Макколган Велика Британія       |
| 1992 | Лінн Дженнінгс США               | Катеріна Мак-Кірнан Ірландія     | Марія Альбертіна Діаш Португалія    |
| 1993 | Марія Альбертіна Діаш Португалія | Катеріна Мак-Кірнан Ірландія     | Лінн Дженнінгс США                  |
| 1994 | Гелен Чепнгено Кенія             | Катеріна Мак-Кірнан Ірландія     | Марія Консейсан Феррейра Португалія |
| 1995 | Дерарту Тулу Ефіопія             | Катеріна Мак-Кірнан Ірландія     | Саллі Барсосіо Кенія                |
| 1996 | Гете Вамі Ефіопія                | Роуз Черуйот Кенія               | Наомі Муго Кенія                    |
| 1997 | Дерарту Тулу Ефіопія             | Пола Редкліфф Велика Британія    | Гете Вамі Ефіопія                   |
| 1998 | Соня О'Саллівен Ірландія         | Пола Редкліфф Велика Британія    | Гете Вамі Ефіопія                   |
| 1999 | Гете Вамі Ефіопія                | Меріма Денбоба Ефіопія           | Пола Редкліфф Велика Британія       |
| 2000 | Дерарту Тулу Ефіопія             | Гете Вамі Ефіопія                | Сюзан Чепкемеї Кенія                |
| 2001 | Пола Редкліфф Велика Британія    | Гете Вамі Ефіопія                | Лідія Черомеї Кенія                 |
| 2002 | Пола Редкліфф Велика Британія    | Діна Дроссін США                 | Коллін де Рек США                   |
| 2003 | Веркнеш Кідане Ефіопія           | Діна Дроссін США                 | Коллін де Рек США                   |
| 2004 | Беніта Джонсон Австралія         | Еджегаєху Дібаба Ефіопія         | Веркнеш Кідане Ефіопія              |
| 2005 | Тірунеш Дібаба Ефіопія           | Еліс Тімбілілі Кенія             | Веркнеш Кідане Ефіопія              |
| 2006 | Тірунеш Дібаба Ефіопія           | Лорна Кіплагат Нідерланди        | Меселеч Мелкаму Ефіопія             |
| 2007 | Лорна Кіплагат Нідерланди        | Тірунеш Дібаба Ефіопія           | Меселеч Мелкаму Ефіопія             |
| 2008 | Тірунеш Дібаба Ефіопія           | Местават Туфа Ефіопія            | Лінет Масаї Кенія                   |
| 2009 | Флоренс Кіплагат Кенія           | Лінет Масаї Кенія                | Меселеч Мелкаму Ефіопія             |
| 2010 | Емілі Чебет Кенія                | Лінет Масаї Кенія                | Меселеч Мелкаму Ефіопія             |
| 2011 | Вів'єн Черуйот Кенія             | Лінет Масаї Кенія                | Шелейн Фленеген США                 |
| 2013 | Емілі Чебет Кенія                | Хівот Аялеу Ефіопія              | Белайнеш Ольджіра Ефіопія           |
| 2015 | Агнес Джебет Тіроп Кенія         | Сенбере Тефері Ефіопія           | Нецанет Гудета Ефіопія              |
| 2017 | Айрін Чептаї Кенія               | Еліс Навовуна Кенія              | Ліліан Ренгерук Кенія               |
| 2019 | Геллен Обірі Кенія               | Дера Діда Ефіопія                | Летесенбет Гідей Ефіопія            |
| 2023 | Беатріс Чебет Кенія              | Цігіє Гебреселама Ефіопія        | Агнес Джебет Нгетіч Кенія           |

#### Коротка дистанція
| Рік  | Золото                   | Срібло                        | Бронза                     |
| ---- | ------------------------ | ----------------------------- | -------------------------- |
| 1998 | Соня О'Саллівен Ірландія | Захра Куазіз Марокко          | Кутре Дулеча Ефіопія       |
| 1999 | Джаклін Маранга Кенія    | Ямна Белькасем Франція        | Аннемарі Санделл Фінляндія |
| 2000 | Кутре Дулеча Ефіопія     | Захра Куазіз Марокко          | Маргарет Нгото Кенія       |
| 2001 | Гете Вамі Ефіопія        | Пола Редкліфф Велика Британія | Едіт Масаї Кенія           |
| 2002 | Едіт Масаї Кенія         | Веркнеш Кідане Ефіопія        | Ізабелла Очічі Кенія       |
| 2003 | Едіт Масаї Кенія         | Веркнеш Кідане Ефіопія        | Джейн Ванджіку Кенія       |
| 2004 | Едіт Масаї Кенія         | Тірунеш Дібаба Ефіопія        | Теїба Еркессо Ефіопія      |
| 2005 | Тірунеш Дібаба Ефіопія   | Веркнеш Кідане Ефіопія        | Ізабелла Очічі Кенія       |
| 2006 | Гелете Бурка Ефіопія     | Пріска Чероно Кенія           | Меселеч Мелкаму Ефіопія    |

### Командна першість

#### Довга дистанція
| Рік  | Золото | Срібло                                                                                                | Бронза |
| ---- | --- | --- | --- |
| 1973 | Англія Джойс Сміт Ріта Рідлі Пенні Юл Керол Гулд Барбара Бенкс Норін Брейтвейт                                             | Фінляндія Сінікка Тюуйнеля Ір'я Петтінен Ніна Голмен Айла Койвістойнен                                | США Доріс Браун Франсі Лар'є Вікі Фольтц Керолайн Вокер Валері Еберлі Кеті Мак-Інтайр                            |
| 1974 | Англія Ріта Рідлі Енн Йомен Джойс Сміт Керол Гулд Крістін Трантер Глініс Гудберн                                           | Італія Паола Піньї Маргеріта Гаргано Сільвана Кручата Бруна Ловізоло Вальтрауд Еггер Джованна Леоне   | Фінляндія Ніна Голмен Пірйо Віхонен Сінікка Тюуйнеля Ір'я Петтінен                                               |
| 1975 | США Джулі Браун Меггі Кіз Пола Неппел Доріс Браун Сінді Пуер Лінда Гайнмюллер                                              | Нова Зеландія Лорейн Моллер Гезер Томсон Енн Гарретт Еллісон Дід Даян Зорн                            | Польща Броніслава Людвиховська Рената Пентліновська Целіна Магала Зофія Колаковська Данута Семенюк Уршула Прасек |
| 1976 | СРСР Тетяна Казанкіна Гіана Романова Тетяна Галстян Раїса Катюкова Ольга Двірна                                            | Італія Габріелла Доріо Маргеріта Гаргано Сільвана Кручата Крістіна Томазіні Соня Бассо                | США Лінн Бйорклунд Доріс Герітадж Деббі Кватьє Джуді Грем Пола Неппел Шеріл Бріджес                              |
| 1977 | СРСР Людмила Брагіна Гіана Романова Ірина Бондарчук Раїса Смехнова Любов Іванова Раїса Садрейдінова                        | США Сью Кінсі Кеті Міллс Джулі Браун Пола Неппел Доріс Герітадж Ерін Форбс                            | Нова Зеландія Енн Одейн Гезер Томсон Барбара Мур Айрін Міллер Еллісон Дід Шерлі Сомервелл                        |
| 1978 | Румунія Наталія Мерешеску Марічіка Пуйке Георгета Газібара Антоанета Якоб Фіце Ловін                                       | США Джулі Ші Джен Меррілл Кеті Міллс Бренда Вебб Сінді Бремсер Джуді Грем                             | Англія Джойс Сміт Крістін Беннінг Пенні Форс Мері Стюарт Кет Біннс Венді Слай                                    |
| 1979 | США Еллісон Гудолл Джен Меррілл Джулі Ші Маргарет Грос Дженні Вайт Джулі Браун                                             | СРСР Раїса Смехнова Світлана Ульмасова Гіана Романова Раїса Бєлоусова Раїса Садрейдінова              | Англія Енн Форд Пенні Форс Пола Фадж Реджіна Джойс-Бонні Глініс Пенні Рут Сміт                                   |
| 1980 | СРСР Ірина Бондарчук Олена Чернишова Гіана Романова Світлана Ульмасова Раїса Смехнова Тетяна Сичова                        | Англія Пенні Форс Кет Біннс Сандра Артертон Рут Сміт Реджіна Джойс-Бонні Анджела Мейсон               | США Джен Меррілл Маргарет Грос Джулі Ші Бренда Вебб Джоан Бенуа Еллісон Гудолл                                   |
| 1981 | СРСР Олена Сіпатова Тетяна Сичова Світлана Ульмасова Тетяна Позднякова Ірина Бондарчук Гіана Романова                      | США Джен Меррілл Бетті Спрінгс Джулі Ші Мері Ші Бренда Вебб Франсі Лар'є                              | Італія Аньєзе Поссамаї Крістіна Томазіні Сільвана Кручата Альба Мілана Надя Дондоло Марина Лоддо                 |
| 1982 | СРСР Олена Сіпатова Раїса Смехнова Тетяна Позднякова Галина Захарова Алла Юшина                                            | Італія Аньєзе Поссамаї Надя Дондоло Крістіна Томазіні Ріта Маркізіо Маргеріта Гаргано Габріелла Доріо | Англія Енн Форд Пола Фадж Джейн Фернісс Рут Сміт Крістіна Боксер Сандра Артертон                                 |
| 1983 | США Джоан Бенуа Бетті Спрінгс Маргарет Грос Джен Меррілл Нан Доук Кеті Гадлер-Браянт                                       | СРСР Тетяна Позднякова Світлана Ульмасова Алла Юшина Олена Сіпатова Людмила Медведєва Алла Лібутіна   | Канада Елісон Вайлі Ненсі Тінарі Анна-Марія Мелоун Лінн Вільямс Венді ван Мірло Лізанн Буссьєре                  |
| 1984 | США Бетті Спрінгс Кеті Бранта-Іскер Сабріна Дорнгефер Кеті Твомі Бренда Вебб Нан Доук                                      | Англія Джейн Шілдс Крістін Беннінг Рут Сміт Керол Бредфорд Керол Гейг Джулі-Енн Лафтон-Вайтлі         | Нова Зеландія Даян Роджер Мері О'Коннор Крістін Г'юз Сью Брюс Лінден Вайлд Сара Гарнетт                          |
| 1985 | США Кеті Бранта-Іскер Бетті Спрінгс Шеллі Стілі Кеті Гейс Мері Найслі Нан Доук                                             | СРСР Ольга Бондаренко Тетяна Позднякова Марина Родченкова Ірина Бондарчук Тетяна Соколова             | Румунія Фіце Ловін Елена Фідатов Паула Іліє-Іван Мар'яна Станеску Юлія Бесліу                                    |
| 1986 | Англія Зола Бадд Керол Бредфорд Рут Сміт Джейн Шілдс Джулі-Енн Лафтон-Вайтлі                                               | Нова Зеландія Крістін Мак-Мікен Гейл Ріар Мері О'Коннор Венді Реннер Сью Брюс Деббі Елсмор-Шеддан     | Франція Аннетт Сержан Мартін Фе Анн В'яллікс-Баньєре Жаклін Лефевр-Етьямбль Марія Лелю Ізабель Маттіс            |
| 1987 | США Лінн Дженнінгс Леслі Велч-Ліхейн Мері Найслі Джанет Сміт Сью Жірар-Еберль Сабріна Дорнгефер                            | Франція Аннетт Сержан Мартін Фе Анн В'яллікс-Баньєре Марія Лелю Патрісія Демії Крістін Луазо          | СРСР Наталія Сороківська Ольга Бондаренко Олена Романова Марина Родченкова Світлана Ульмасова Наталія Лагункова  |
| 1988 | СРСР Олена Романова Регіна Чистякова Марина Родченкова Ольга Бондаренко Наталія Лагункова Людмила Матвеєва                 | Велика Британія Анджела Тубі Джілл Гантер Сьюзен Тубі Фіона Трумен Соня Вінолл-Мак-Джордж Лора Адам   | Франція Аннетт Сержан Марі-П'єр Дюро Патрісія Демії Розаріо Мурсія Марія Лелю Крістін Луазо                      |
| 1989 | СРСР Надія Степанова Олена Романова Наталія Сороківська Регіна Чистякова Наталія Артемова Тетяна Позднякова                | Франція Аннетт Сержан Марія Лелю Мартін Фе Марі-П'єр Дюро Патрісія Демії Розаріо Мурсія               | США Лінн Дженнінгс Маргарет Грос Карла Боровицька Аннетт Генд Сабріна Дорнгефер Шеллі Стілі                      |
| 1990 | СРСР Олена Романова Надія Галлямова Ольга Назаркіна Регіна Чистякова Наталія Сороківська Тетяна Позднякова                 | Ефіопія Лючія Їшак Дерарту Тулу Аденеш Еркело Гете Урге Тігіст Мореда Аддіс Гезаньє                   | Португалія Марія Альбертіна Діаш Марія Консейсан Феррейра Аурора Кунья Моніка Гама Люсілія Суареш                |
| 1991 | Кенія Джейн Нгото Сьюзан Сірма Маргарет Нгото Полін Конга Гелен Чепнгено                                                   | Ефіопія Дерарту Тулу Лючія Їшак Фатума Роба Меріма Денбоба Тігіст Мореда Берхане Адере                | СРСР Олена Романова Наталія Сороківська Надія Галлямова Марина Родченкова Ольга Назаркіна Надія Ільїна           |
| 1992 | Кенія Сьюзан Сірма Геллен Кімайо Джейн Нгото Гелен Чепнгено Полін Конга                                                    | США Лінн Дженнінгс Вікі Губер Аннетт Пітерс Сильвія Москеда Мінді Шмідт Лайза Карнопп                 | Ефіопія Лючія Їсак Меріма Денбоба Гете Урге Берхане Адере Гете Урге Берхане Адере                                |
| 1993 | Кенія Полін Конга Геллен Кімайо Естер Кіплагат Джейн Нгото Лідія Черомеї Тегла Лорупе                                      | Японія Канбаясі Кадзумі Фукуяма Цугумі Осакі Юмі Аракі Кумі Ясака Акі Судзукі Хіромі                  | Франція Фаріда Фате Оділь Оє Аннетт Паллюї Аннік Клувель Марія Ребело Марі-Елен Дюпу                             |
| 1994 | Португалія Марія Консейсан Феррейра Марія Альбертіна Діаш Фернанда Рібейру Моніка Гама Карла Сакраменту Ана Паула Олівейра | Ефіопія Меріма Денбоба Гете Урге Аша Гігі Берхане Адере Гете Вамі Мама Амеле                          | Кенія Гелен Чепнгено Джойс Чепчумба Джейн Оморо Геллен Кімайо Пасіфіка Монда Лея Малот                           |
| 1995 | Кенія Саллі Барсосіо Маргарет Нгото Роуз Черуйот Кетрін Кіруї Геллен Кімайо Гелен Чепнгено                                 | Ефіопія Дерарту Тулу Гете Вамі Меріма Денбоба Аскале Береда Генет Гебрегеоргіс Гете Урге              | Румунія Габріела Сабо Тудоріта Чіду Елена Фідатов Юлія Негуре Крістіна Місарос Данієла Бран                      |
| 1996 | Кенія Роуз Черуйот Наомі Муго Джейн Нгото Саллі Барсосіо Флоренс Барсосіо Лорна Кіплагат                                   | Ефіопія Гете Вамі Дерарту Тулу Берхане Адере Гете Урге Аша Гігі Елфенеш Алему                         | Румунія Габріела Сабо Юлія Негуре Елена Фідатов Мар'яна Кіріле Вйоріка Гікан Лелья Деселнеску                    |
| 1997 | Ефіопія Дерарту Тулу Гете Вамі Меріма Денбоба Берхане Адере Гете Урге Елфенеш Алему                                        | Кенія Саллі Барсосіо Наомі Муго Джейн Оморо Лідія Черомеї Флоренс Барсосіо Сюзан Чепкемеї             | Ірландія Катеріна Мак-Кірнан Соня О'Саллівен Валері Вон Уна Інгліш Мойра Гаррінгтон Полін Керлі                  |
| 1998 | Кенія Джаклін Маранга Джейн Оморо Лея Малот Саллі Барсосіо Наомі Муго Сюзан Чепкемеї                                       | Ефіопія Гете Вамі Меріма Денбоба Аєлеч Ворку Гете Урге Аша Гігі Лейла Аман                            | Велика Британія Пола Редкліфф Гейлі Гейнінг Віккі Мак-Ферсон Ліз Талбот Люсі Райт Анджела Джойнер                |
| 1999 | Ефіопія Гете Вамі Меріма Денбоба Аєлеч Ворку Лейла Аман Аша Гігі Месерет Коту                                              | Кенія Сюзан Чепкемеї Джейн Нгото Джейн Оморо Лея Малот Агнес Кіпроп                                   | Португалія Елена Сампаю Ана Діаш Марія Консейсан Феррейра Моніка Роза Марина Бастуш Тереза Нуньєш                |
| 2000 | Ефіопія Дерарту Тулу Гете Вамі Меріма Денбоба Аєлех Ворку Берхане Адере Аша Гігі                                           | Кенія Сюзан Чепкемеї Лідія Черомеї Лея Малот Кут Кутол Айрін Квамбаї Магделін Чемчор                  | США Діна Дроссін Джен Райнс Рейчел Саудер-Кінсман Кім Фітчен Донна Гарсія Елва Драєр                             |
| 2001 | Кенія Лідія Черомеї Сюзан Чепкемеї Памела Чепчумба Лея Малот Геллен Кімайо Саллі Барсосіо                                  | Ефіопія Гете Вамі Меріма Денбоба Еєрусалем Кума Лейла Аман Меріма Хашим Аталелех Кетема               | Франція Ямна Белькасем Ракія Марауї-Кетьє Родіка Морояну Зая Дамані Фатіма Івлен Шанталь Делленбах               |
| 2002 | Ефіопія Еєрусалем Кума Меріма Денбоба Лейла Аман Теїба Еркессо Аєлеч Ворку Аталелеч Кетема                                 | США Діна Дроссін Коллін де Рек Джен Райнс Мілена Глушаць Елва Драєр Емі Рудолф                        | Кенія Роуз Черуйот Памела Чепчумба Лея Малот Джейн Оморо Джоан Аябеї Моніка Вангаре                              |
| 2003 | Ефіопія Веркнеш Кідане Меріма Денбоба Еєрусалем Кума Тереза Йоганес Аша Гігі Бузунеш Деба                                  | Кенія Магдалін Чемджор Елізабет Румокол Керолайн Кілел Джоан Аябеї Еліс Тімбілілі                     | США Діна Дроссін Коллін де Рек Кеті Мак-Грегор Елва Драєр Мілена Глушаць Сара Веллс                              |
| 2004 | Ефіопія Еджегаєху Дібаба Веркнеш Кідане Теїба Еркессо Дерарту Тулу Еєрусалем Кума Алемцехай Хайлу                          | Кенія Еліс Тімбілілі Юніс Чепкорір Фріда Домонголе Саллі Барсосіо Джейн Нгото Айрін Квамбаї           | Велика Британія Кеті Батлер Ліз Єллінг Луїз Деймен Наталі Гарві Гейлі Єллінг                                     |
| 2005 | Ефіопія Тірунеш Дібаба Веркнеш Кідане Меселеч Мелкаму Гете Вамі Безунеш Бекеле Меріма Хашім                                | Кенія Еліс Тімбілілі Ізабелла Очічі Кетрін Кіруї Роуз Чепчумба Айрін Квамбаї Айрін Ліміка             | Португалія Аналія Роза Ана Діаш Моніка Роза Інеш Монтейру Аделія Еліаш Фернанда Міранда                          |
| 2006 | Ефіопія Тірунеш Дібаба Меселеч Мелкаму Вуде Аялеу Местават Туфа Еджегаєху Дібаба Теїба Еркессо                             | Кенія Евелін Вамбуї Фейт Чемутаї Еліс Челагат Мерсі Нджороге Една Кіплагат Консалатер Ядаа            | Японія Фукусі Кайоко Одзакі Йосімі Осіма Мегумі Сато Юмі Асаба Кайо Огава Мітіко                                 |
| 2007 | Ефіопія Тірунеш Дібаба Меселеч Мелкаму Гелете Бурка Вуде Аялеу Корене Джеліла Местават Туфа                                | Кенія Флоренс Кіплагат Памела Чепчумба Пріска Чероно Вів'єн Черуйот Фріда Домонголе Емілі Чебет       | Марокко Зур ель Камш Маруем Алауї Сельсулі Анане Уадду Маліка Бельфакір Саїда ель Меді Букра Шаабі               |
| 2008 | Ефіопія Тірунеш Дібаба Местават Туфа Гелете Бурка Меселеч Мелкаму Корене Джеліла Аселефеч Мергія                           | Кенія Лінет Масаї Доріс Ченгеїйво Пріска Чероно Маргарет Муріукі Грейс Моманьї Лінет Чепкуруї         | Австралія Беніта Джонсон Лайза Вейтман Мелісса Роллісон Анна Томпсон Мелінда Вернон Вікторія Мітчелл             |
| 2009 | Кенія Флоренс Кіплагат Лінет Масаї Лінет Чепкуруї Енн Мвангі Інесс Ченонге Полін Коріквіанг                                | Ефіопія Меселеч Мелкаму Вуде Аялеу Гелете Бурка Маміку Даска Сентаєху Еджігу Корене Джеліла           | Португалія Дульсе Фелікс Сара Морейра Ана Діаш Аналія Роза Елізабете Лопеш Інеш Монтейру                         |
| 2010 | Кенія Емілі Чебет Лінет Масаї Лінет Чепкуруї Маргарет Муріукі Ханна Гатеру Гледіс Чемвено                                  | Ефіопія Меселеч Мелкаму Тірунеш Дібаба Фейсе Тадессе Маміку Даска Веркнеш Кідане Абебеч Афеворк       | США Шелейн Фленеген Моллі Гаддл Магдалена Леві Буле Еймі Гастінгс Рене Бейлі Емілі Браун                         |
| 2011 | Кенія Вів'єн Черуйот Лінет Масаї Пріска Чероно Полін Коріквіанг Лінет Чепкуруї Сільвія Кібет                               | Ефіопія Меселеч Мелкаму Вуде Аялеу Гензебе Дібаба Белайнеш Ольджіра Хівот Аялеу Меріма Мохаммед       | США Шелейн Фленеген Моллі Гаддл Магдалена Леві Буле Блейк Расселл Алісса Доула Лайза Колл                        |
| 2013 | Кенія Емілі Чебет Маргарет Муріукі Джанет Кіса Віола Кібівот Айрін Чептаї Беатріс Мутаї                                    | Ефіопія Хівот Аялеу Белайнеш Ольджіра Генет Аялеу Суле Утура Єбркуал Мелесе Меселеч Мелкаму[a]        | Бахрейн Шітає Ешете Теджіту Даба Каріма Салех Джассем Гензебе Шамі Астер Тесфає                                  |
| 2015 | Ефіопія Сенбере Тефері Нецанет Гудета Алеміту Хароє Маміку Даска Белайнеш Ольджіра Генет Аялеу                             | Кенія Агнес Джебет Тіроп Стейсі Ндіва Емілі Чебет Айрін Чептаї Джанет Кіса Маргарет Кіпкембої         | Уганда Джульєт Чеквел Адеро Ньякісі Патрісія Чеквембої Емілі Чебет Ненсі Чептегеї[a]                             |
| 2017 | Кенія Айрін Чептаї Еліс Навовуна Ліліан Ренгерук Гівін Кієнг Агнес Джебет Тіроп Фейт Кіп'єгон                              | Ефіопія Белайнеш Ольджіра Сенбере Тефері Гебеянеш Аєле Сінтаєху Леветень Зерфі Ліменех Дера Діда[a]   | Бахрейн Рут Джебет Роуз Челімо Юніс Чумба Десі Джіса Моконін Бонту Едао Ребіту                                   |
| 2019 | Ефіопія Дера Діда Летесенбет Гідей Цегай Гемечу Зенебу Фікаду Фотьєн Тесфай Хаві Фейса                                     | Кенія Геллен Обірі Беатріс Чепкоеч Єва Чероно Дебора Самум Ліліан Ренгерук Беатріс Мутаї              | Уганда Рейчел Чебет Перут Чемутаї Джульєт Чеквел Естер Чебет Стелла Чесанг Дорін Чесанг                          |
| 2023 | Кенія Беатріс Чебет Агнес Джебет Нгетіч Грейс Навовуна Едіна Джебіток Емілі Чебет Синтія Чепнгено[a]                       | Ефіопія Цігіє Гебреселама Фотьєн Тесфай Гаві Фейса Гете Алемаєху Веде Кефале Летесенбет Гідей[a]      | Уганда Пріска Чесанг Стелла Чесанг Дорін Чесанг Аннет Челангат Ріспа Чероп Мерсілін Челангат                     |

a  Регламент змагань не передбачав вручення медалі за підсумками командного заліку тим спортсменам, які не дістались фінішу або були дискваліфіковані.

#### Коротка дистанція
| Рік  | Золото                                                                                              | Срібло                                                                                               | Бронза |
| ---- | --------------------------------------------------------------------------------------------------- | --- | --- |
| 1998 | Марокко Захра Куазіз Зур ель Камч Саліха Халдун Салуа Куазіз Саміра Раїф Гасна Бенгассі             | Ефіопія Кутре Дулеча Генет Гебрегіоргіс Алеміту Бекеле Їхунліш Бекеле Етафераху Їмер Ельсабет Трунех | США Елва Драєр Емі Рудольф Моллі Ватке Кеті Флемінг Карен Кандейл Фран тен Бенсел                          |
| 1999 | Франція Ямна Белькасем Фатіма Івлен Бландін Бітцнер-Дюкре Селін Ражо Данієла Нагель Жоальсіє Льядо  | Ефіопія Алеміту Бекеле Кутре Дулеча Луліт Легессе Генет Гебрегіоргіс Їменашу Тає Гете Урге           | Марокко Асма Легзауї Салуа Куазіз Зур ель Камч Саліха Халдун Бухра Бентамі                                 |
| 2000 | Португалія Карла Сакраменту Фернанда Рібейру Елена Сампаю Маріна Бастуш Інеш Монтейру Аналія Роза   | Ефіопія Кутре Дулеча Їменашу Тає Гете Урге Генет Гебрегіоргіс Зенебеч Тадесе Луліт Легессе           | Франція Фатіма Івлен Ямна Белькасем Бландін Бітцнер-Дюкре Ракія Марауї-Кетьє Лоранс Дюкенуа Фатіма Гаджамі |
| 2001 | Ефіопія Гете Вамі Меріма Денбоба Веркнеш Кідане Генет Гебрегіоргіс Аєлеч Ворку Харег Сіделіл        | Кенія Едіт Масаї Роуз Черуйот Маргарет Нгото Наомі Муго Саломі Чепчумба Памела Анісумук              | Румунія Елена Фідатов Юлія Олтяну Крістіна Гросу Міхаела Ботезан Константіна Діце Крістіна Касандра        |
| 2002 | Ефіопія Веркнеш Кідане Абебеч Негуссіє Амане Гобена Генет Гебрегіоргіс Меріма Хашім Сінкінеш Гудета | Кенія Едіт Масаї Ізабелла Очічі Ненсі Вамбуї Джейн Кіптоо Пріска Нгетіч                              | Ірландія Соня О'Саллівен Енн Кінан-Баклі Розмарі Раян Марія Мак-Кембрідж Валері Вон Мойра Гаррінгтон       |
| 2003 | Кенія Едіт Масаї Джейн Ванджіку Ізабелла Очічі Пріска Нгетіч Віола Кібівот                          | Ефіопія Веркнеш Кідане Меріма Денбоба Тірунеш Дібаба Еджегаєху Дібаба Еєрусалем Кума Безунеш Бекеле  | Росія Алла Жиляєва Ольга Романова Анастасія Зубова Вікторія Кліміна Марія Пантюхова Катерина Приладних     |
| 2004 | Ефіопія Тірунеш Дібаба Теїба Еркессо Веркнеш Кідане Еджегаєху Дібаба Амане Гобена Безунеш Бекеле    | Кенія Едіт Масаї Ізабелла Очічі Пеніна Чепчумба Вів'єн Черуйот Джейн Ванджіку Беатріс Джепчумба      | Канада Емілі Мондор Кармен Дума-Гуссар Малінді Елмор Тіна Коннеллі Кортні Інман Леа Пеллс                  |
| 2005 | Ефіопія Тірунеш Дібаба Веркнеш Кідане Меселеч Мелкаму Деребе Алему Безунеш Бекеле Еджегаєху Дібаба  | Кенія Ізабелла Очічі Пріска Нгетіч Люсі Кабуу Беатріс Джепчумба Ненсі Лангат Віола Кібівот           | США Лорен Флешман Блейк Расселл Шелейн Фленаган Шейн Калпеппер Емі Мортімер Міссі Рок                      |
| 2006 | Ефіопія Гелете Бурка Меселеч Мелкаму Безунеш Бекеле Теїба Еркессо Еталемаху Кідане Тірунеш Дібаба   | Кенія Пріска Чероно Беатріс Джепчумба Вів'єн Черуйот Ізабелла Очічі Ненсі Вамбуї Беатріс Рутто       | Австралія Беніта Джонсон Мелісса Роллісон Анна Томпсон Донна Мак-Фарлейн Вікторія Мітчелл Елоїз Веллінгс   |

## Юніорки

### Особиста першість
| Рік  | Золото                        | Срібло                     | Бронза                   |
| ---- | ----------------------------- | -------------------------- | ------------------------ |
| 1989 | Малін Еверлеф Швеція          | Ольга Назаркіна СРСР       | Естер Сайна Кенія        |
| 1990 | Лю Шисян КНР                  | Янь Цинлань КНР            | Сюзан Чепкемеї Кенія     |
| 1991 | Лідія Черомеї Кенія           | Джейн Екімат Кенія         | Мелоді Фейрчайлд США     |
| 1992 | Пола Редкліфф Велика Британія | Ван Цзюнься КНР            | Лідія Черомеї Кенія      |
| 1993 | Гледіс Ондейо Кенія           | Памела Чепчумба Кенія      | Саллі Барсосіо Кенія     |
| 1994 | Саллі Барсосіо Кенія          | Роуз Черуйот Кенія         | Елізабет Чептануї Кенія  |
| 1995 | Аннемарі Санделл Фінляндія    | Гледіс Кейтані Кенія       | Ненсі Кіпроно Кенія      |
| 1996 | Кутре Дулеча Ефіопія          | Аннемарі Санделл Фінляндія | Джоан Аябеї Кенія        |
| 1997 | Роуз Косгеї Кенія             | Пріска Нгетіч Кенія        | Аєлеч Ворку Ефіопія      |
| 1998 | Їменашу Тає Ефіопія           | Черуто Кіптум Кенія        | Веркнеш Кідане Ефіопія   |
| 1999 | Веркнеш Кідане Ефіопія        | Вів'єн Черуйот Кенія       | Фудзінага Йосіко Японія  |
| 2000 | Вів'єн Черуйот Кенія          | Еліс Тімбілілі Кенія       | Віола Кібівот Кенія      |
| 2001 | Віола Кібівот Кенія           | Абебеч Негуссіє Ефіопія    | Астер Бача Ефіопія       |
| 2002 | Віола Кібівот Кенія           | Тірунеш Дібаба Ефіопія     | Вів'єн Черуйот Кенія     |
| 2003 | Тірунеш Дібаба Ефіопія        | Пеніна Чепчумба Кенія      | Гелете Бурка Ефіопія     |
| 2004 | Меселеч Мелкаму Ефіопія       | Азіза Алію Ефіопія         | Местават Тадессе Ефіопія |
| 2005 | Гелете Бурка Ефіопія          | Вероніка Ньяруаї Кенія     | Беатріс Чебусіт Кенія    |
| 2006 | Полін Коріквіанг Кенія        | Вероніка Ньяруаї Кенія     | Мерсі Косгеї Кенія       |
| 2007 | Лінет Масаї Кенія             | Мерсі Косгеї Кенія         | Вероніка Ньяруаї Кенія   |
| 2008 | Гензебе Дібаба Ефіопія        | Айрін Чептаї Кенія         | Емебет Етея Ефіопія      |
| 2009 | Гензебе Дібаба Ефіопія        | Мерсі Чероно Кенія         | Джаклін Чепнгено Кенія   |
| 2010 | Мерсі Чероно Кенія            | П'юріті Ріоноріпо Кенія    | Естер Чемтаї Кенія       |
| 2011 | Фейт Кіп'єгон Кенія           | Генет Аялеу Ефіопія        | Азмера Гебру Ефіопія     |
| 2013 | Фейт Кіп'єгон Кенія           | Агнес Джебет Тіроп Кенія   | Алеміту Хароє Ефіопія    |
| 2015 | Летесенбет Гідей Ефіопія      | Дера Діда Ефіопія          | Етагеньє Вольду Ефіопія  |
| 2017 | Летесенбет Гідей Ефіопія      | Хаві Фейса Ефіопія         | Селліфін Чеспол Кенія    |
| 2019 | Беатріс Чебет Кенія           | Алеміту Таріку Ефіопія     | Ціге Гебреселама Ефіопія |
| 2023 | Сенаєт Гетачеу Ефіопія        | Медіна Ейса Ефіопія        | Памела Косгеї Кенія      |

### Командна першість
| Рік  | Золото                                                                                                | Срібло | Бронза                                                                                                   |
| ---- | --- | --- | --- |
| 1989 | Кенія Естер Сайна Енн Мвангі Джейн Екімат Тегла Лорупе                                                | СРСР Ольга Назаркіна Олена Халіман Лариса Алексеєва Світлана Єпішкіна Світлана Нестерова Ольга Богданова        | Португалія Моніка Гама Карла Сакраменту Карла Мачаду Лузія Діас Карла Азейтеру Ана Паула Олівейра        |
| 1990 | Кенія Сюзан Чепкемеї Керолайн Квамбаї Ліна Чесіре Енн Мвангі Джейн Екімат Тегла Лорупе                | Японія Хаякарі Мінорі Терасакі Сікі Осакі Юмі Койкава Нацує Окамото Макіко Отані Хозумі                         | КНР Лю Шисян Янь Цинлань Лю Сянь Лю Яньїн Лі Лібінь                                                      |
| 1991 | Кенія Лідія Черомеї Джейн Екімат Кетрін Кіруї Ліна Чесіре Енн Мвангі                                  | Ефіопія Гете Вамі Емебет Шіфереу Еджігаєху Ворку Мулуворк Касса Елфенеш Алему Генет Гебрегіоргіс Алеміту Бекеле | Японія Міядзакі Адзумі Хаякарі Мінорі Като Акіко Койкава Нацує Окаяма Шихо Отані Ходзумі                 |
| 1992 | Ефіопія Гете Вамі Емебет Шіфереу Генет Гебрегіоргіс Елфенеш Алему Аскале Береда Алеміту Бекеле        | Румунія Елена Косовяну Деніза Костеску Габріела Сабо Іляна Дорка Ана Нану                                       | Кенія Лідія Черомеї Рут Бівот Сюзан Чепкемеї Памела Чепчумба Кетрін Кіруї                                |
| 1993 | Кенія Гледіс Ондейо Памела Чепчумба Саллі Барсосіо Геллен Кімутаї Кетрін Кіруї                        | Японія Като Акіко Міядзакі Адзумі Накахіто Сатіко Кубота Юко Імура Йосіко Такахасі Тіємі                        | Ефіопія Алеміту Бекеле Аскале Береда Єші Гебрселассіє Текле Гетенеш Лейла Аман                           |
| 1994 | Кенія Саллі Барсосіо Роуз Черуйот Елізабет Чептануї Рут Бівот Наомі Муго Памела Чепчумба              | Ефіопія Шура Готеса Бірхан Даньє Абебе Тола Лейла Аман Етафераху Тарекеньє Єші Гебрселассіє                     | Японія Міядзакі Адзумі Сугавара Міва Хагінага Канако Йокоцука Сатіко Такахасі Тіємі Уено Ріе             |
| 1995 | Кенія Гледіс Кейтані Ненсі Кіпроно Джоан Аябеї Елізабет Чептануї Памела Чепчумба Геллен Кімутаї       | Ефіопія Бірхан Даньє Алеміту Бекеле Їменашу Тає Аєлеч Ворку Текле Гетенеш                                       | Японія Такахасі Тіємі Сугавара Міва Ітікава Йосіко Тіба Масако Ітіхасі Арі Ігарасі Таеко                 |
| 1996 | Кенія Джоан Аябеї Ненсі Кіпроно Една Кіплагат Елізабет Чептануї Керолайн Тарус                        | Ефіопія Кутре Дулеча Етафераху Тарекеньє Шура Хотеса Аєлеч Ворку Сентаєху Фікре Зенебеч Тадесе                  | Японія Кодзіма Еміко Хата Юка Хасімото Томоко Йосімура Каорі Като Емі Івасіта Аюмі                       |
| 1997 | Кенія Роуз Косгеї Пріска Нгетіч Една Кіплагат Керолайн Тарус Аніта Кіптум Агнес Кіпроп                | Японія Сотомура Кей Кодзіма Еміко Танака Ріса Хасімото Томоко Гіяма Куміко Хата Юка                             | Ефіопія Аєлеч Ворку Зенебеч Тадесе Веркнеш Кідане Етафераху Тарекеньє Кутре Дулеча Меріма Хашім          |
| 1998 | Ефіопія Їменашу Тає Веркнеш Кідане Алемгена Безабех Меріма Хашім Харег Сіделіл Тереза Йоханес         | Кенія Черуто Кіптум Вів'єн Черуйот Маргарет Чепкембої Агнес Кіпроп Пріска Нгетіч Саломі Бойо                    | Японія Кодзіма Еміко Фудзінага Йосіко Танака Ріса Накасіма Міхо Сакауе Тійоко Канно Кацуко               |
| 1999 | Ефіопія Веркнеш Кідане Харег Сіделіл Меріма Хашім Елван Абейлеґессе Хірут Абера Безунеш Бекеле        | Кенія Вів'єн Черуйот Памела Кіяра Філомена Чеєч Джаклін Чемвок Елізабет Румокол Дебора Чепкорір                 | Японія Фудзінага Йосіко Саката Наоко Ватанабе Йосіко Фудзіока Ріна Канно Кацуко Фудзії Гіромі            |
| 2000 | Кенія Вів'єн Черуйот Еліс Тімбілілі Віола Кібівот Фріда Домонголе Памела Кіпчоге Гледіс Руто          | Ефіопія Харег Сіделіл Меріма Хашім Еєрусалем Кума Абебеч Негуссіє Веркнеш Кідане Безунеш Бекеле                 | Японія Фудзіока Ріна Йосіда Каорі Тагао Томомі Нагао Ікуко Ікеда Мамі Саката Наоко                       |
| 2001 | Ефіопія Абебеч Негуссіє Астер Бача Тірунеш Дібаба Тереза Йоханес Местават Туфа                        | Кенія Віола Кібівот Вів'єн Черуйот Фріда Домонголе Саллі Кіп'єго Пеніна Чепчумба Еліс Тімбілілі                 | Японія Саката Наоко Тагао Томомі Ікеда Емі Мацумото Міка Удо Мікайо Кога Гіромі                          |
| 2002 | Кенія Віола Кібівот Вів'єн Черуйот Фріда Домонголе Пеніна Чепчумба Шерон Чероп Чепчумба Коеч          | Ефіопія Тірунеш Дібаба Безунеш Бекеле Местават Туфа Ємеалем Аяно Месерет Дефар Дірібе Аєле                      | Японія Ікеда Емі Івамото Тіакі Мацумото Міка Хасімото Аюмі Кацумата Місакі                               |
| 2003 | Ефіопія Тірунеш Дібаба Гелете Бурка Меселеч Мелкаму Сентаєху Еджігу Азіза Алію Белайнеш Фікаду        | Кенія Пеніна Чепчумба Емілі Чебет Гледіс Чемвено Чемутай Ріонотукеї Чепчумба Коеч Шерон Кіпсанг                 | Марокко Маріем Алауї Сельсулі Сіхам Гілялі Наджат ель Фідді Лубна Джао Лейла Клілех Фатна Хтойна         |
| 2004 | Ефіопія Меселеч Мелкаму Азіза Алію Местават Тадессе Воркіту Аяну Ємеалем Аяно Хірут Мандефро          | Кенія Чемутай Ріонотукеї Джебічі Ятор Гледіс Чемвено Еверлайн Кімвеї Еммі Чепкуруї Неллі Чепкуруї               | Японія Міяй Гітомі Нохара Юко Нійя Гітомі Терада Кей Інадомі Томока Кацумата Місакі                      |
| 2005 | Кенія Вероніка Ньяруаї Беатріс Чебусіт Мерсі Нджороге Полін Коріквіанг Гледіс Чемвено Аліфін Туліамук | Ефіопія Гелете Бурка Белайнеш Земедкун Воркіту Аяну Алеміту Абера Азалех Вольдеселассе                          | Японія Вакіта Акане Нійя Гітомі Нокамура Юріка Кодзіма Кадзуе Ійно Майя Судзукі Юрі                      |
| 2006 | Кенія Полін Коріквіанг Вероніка Ньяруаї Мерсі Косгеї Мерсі Чепкуруї Памела Лісоренг Гледіс Чемвено    | Ефіопія Белайнеш Земедкун Воркіту Аяну Емебет Етея Асселефеч Ассефа Дерібе Годана                               | Японія Нійя Гітомі Кінукава Мегумі Кодзіма Кадзуе Нохара Юко Одзакі Тісе Горікосі Аймі                   |
| 2007 | Кенія Лінет Масаї Мерсі Косгеї Вероніка Ньяруаї Гледіс Чемвено Мерсі Чероно Полін Коріквіанг          | Еритрея Мераф Бахта Фортуна Зегергіш Кокоб Мехарі Йодіт Мехарі                                                  | Ефіопія Суле Утура Гензебе Дібаба Абебу Гелан Бізунеш Ургеса Емебет Етея                                 |
| 2008 | Ефіопія Гензебе Дібаба Емебет Етея Емебет Бача Бетлехем Могес Тігіст Мамує Єхуне Бітеу                | Кенія Айрін Чептаї Делвін Мерінгор Джаклін Чебії Доркас Кіптарус Крістін Муянга Мерсі Косгеї                    | Японія Ніномія Юкіно Мацумура Ацуко Като Асамі Морі Аяка Такенака Ріса Абе Юкарі                         |
| 2009 | Ефіопія Гензебе Дібаба Ферхівот Гошу Суле Утура Емебет Антенех Месерет Менгісту Цега Гелеу            | Кенія Мерсі Чероно Джаклін Чепнгено Неллі Нгеїйво Гільда Тануї Джаклін Чебії Делвін Мерінгор                    | Японія Ідзава Нанака Ікеда Еріка Като Асамі Одагірі Акі Сібата Тітосе Кмеяма Емі                         |
| 2010 | Кенія Мерсі Чероно П'юріті Ріоноріпо Естер Чемтаї Фейт Кіп'єгон Неллі Нгеїйво Еліс Навовуна           | Ефіопія Генет Аялев Емебет Антенех Афера Годфрай Гензебе Дібаба Меріма Мохаммед Ваганеш Мекаша                  | Уганда Аннет Негеса Ребекка Чептегеї Віола Чемос Лінет Чебет Мерсі Челангат                              |
| 2011 | Ефіопія Генет Аялеу Азмера Гебру Ваганеш Мекаша Емебет Антенех Бузе Діріба Алем Моконнін              | Кенія Фейт Кіп'єгон Джанет Кіса Ненсі Чепкемвої П'юріті Ріонріпо Брілліан Чепкоеч Наомі Мітеї                   | Японія Суга Кацукі Кімура Томока Кодзакі Юріко Йокое Ріса Сібуя Ріса Йосіда Нацумі                       |
| 2013 | Кенія Фейт Кіп'єгон Агнес Джебет Тіроп Керолайн Кіпкіруї Роузлін Чепнгетіч Шейла Кетер Полін Камулу   | Ефіопія Алеміту Хароє Руті Ага Софія Шемсу Бузе Діріба Алеміту Хаві Гойтатом Гебреселассіє                      | Велика Британія Емелія Горецька Джорджія Тейлор-Браун Емі-Елоїз Ніл Боббі Клей Ребекка Вестон Алекс Клей |
| 2015 | Ефіопія Летесенбет Гідей Дера Діда Етагеньє Вольду Мехрет Тефера Дагмавіт Кідане Зерфіє Ліменех       | Кенія Дейзі Чепкемеї Гледіс Кіпкоеч Вінфредах Нзіса Роузлін Чепнгетіч Вінні Койма Джойлін Черотіч               | Бахрейн Десі Джіса Моконін Рут Джебет Фатума Джаваро Бонту Едао Ребіту Даліла Абделькадір Госа           |
| 2017 | Ефіопія Летесенбет Гідей Хаві Фейса Фотьєх Тесфай Зейнеба Їмер Бірі Абера Веде Кефале                 | Кенія Селліфін Чеспол Шейла Челангат Гелен Лобун Джойлін Черотіч Еммак'юлейт Чепкуруї Сандра Туеї               | Уганда Перут Чемутаї Сара Челангат Ада Мунгулея Джанат Чемусто Естер Чеквемої Скарлет Чемос              |
| 2019 | Ефіопія Алеміту Таріку Ціге Гебреселама Гірмавіт Гебрзіхаїр Мізан Алем Веде Кефале Меселу Берхе       | Кенія Беатріс Чебет Бетті Кібет Джаклін Ротіч Лідія Лагат Мерсі Чепкорір Мерсі Джероп                           | Японія Кадзама Аюка Хіронака Ріріка Косакай Тіка Дой Хадзукі Сакай Міку Онісі Гікарі                     |
| 2023 | Ефіопія Сенаєт Гетачеу Медіна Ейса Лемлем Нібрет Месерет Єшанех Тінебеб Асрес Мелкнат Вуду            | Кенія Памела Косгеї Фейт Черотіч Джойлін Чепкемої Діана Чепкемої                                                | США Еллі Ші Айрін Ріггс Керрі Балога Заріель Макк'я Єва Клінгбейл Еллі Зеланд                            |